# Johann Rudolf Victor von Pretlack

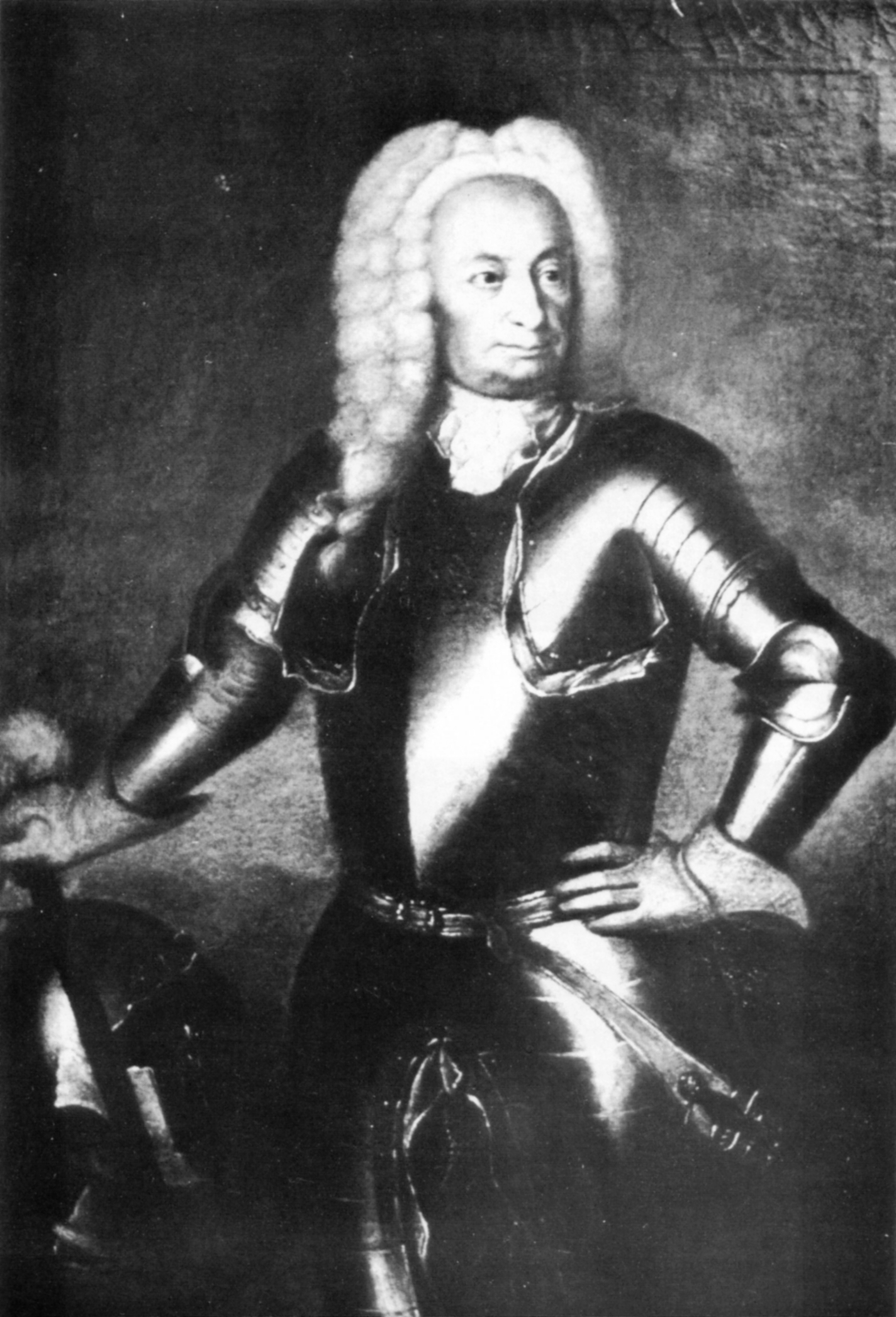
Johann Rudolf Victor von Pretlack (1668–1737), Gemälde auf Gut Häuserhof bei Echzell.

Johann Rudolf Victor Freiherr von Pretlack (* 12. August 1668 in Uchte; † 7. November 1737 in Rimhorn) war ein deutscher General der Kavallerie und Generalfeldmarschall-Lieutenant.

## Herkunft
Seine Eltern waren der schwedische Obrist Philipp Friedrich Christoph von Pretlack (1627–1697) und Margarethe Amalie von Fullen († 1686). Die Familie von Pretlack stammte nicht ursprünglich aus Hessen, der namensgebende Stammsitz befand sich im ostpreußischen Kreis Gerdauen. Dem nach dem Ende des Dreißigjährigen Kriegs abgedankten Vater bot die kleine Herrschaft Eystrup und das Erbdrostenamt des Amtes Uchte, die er durch Heirat erworben hatte, ein standesgemäßes Auskommen. Das väterliche Vermögen war allerdings nicht groß genug, um alle Söhne damit zu versorgen, so dass sie, darunter auch Johann Rudolf als siebter von neun Söhnen, im Militärdienst versorgt werden mussten.

## Leben
Johann Rudolf Victor Pretlack wurde zunächst Page bei Fürst Georg Friedrich von Waldeck. Der Dienst bei einem der angesehensten Feldherren dieser Zeit deutete bereits eine militärische Karriere an. Im Gefolge des Fürsten nahm er an der Zweiten Wiener Türkenbelagerung mit dem Entsatzheer des Reiches und dem Großen Türkenkrieg im Heer Herzogs Karl von Lothringen teil.
1689 trat er als Kornett des Regiments von Buttlar in niederländische Dienste. Das Regiment wurde von Prinz Philipp von Hessen-Darmstadt kommandiert. Er kämpfte im Pfälzischen Erbfolgekrieg auf niederländischer Seite und wurde in der Schlacht bei Fleurus im Gesicht schwer verwundet. Weitere Verwundungen folgten 1691 und 1692. 1693 quittierte er den Dienst, möglicherweise aufgrund des Todes Georg Friedrichs im Jahr zuvor. Auf Vermittlung des hessischen Prinzen trat er in hessen-darmstädtischen Dienst und wurde Rittmeister, 1699 Obristlieutenant und Kammerjunker.
Landgraf Ernst Ludwig befand sich seit 1689 im Krieg mit Frankreich und hatte seinen Hof nach wiederholter Brandschatzung Darmstadts durch die Franzosen nach Oberhessen verlegt. Pretlack sollte beim Aufbau eines stehenden Heeres als Kommandant der Reiterei eine bedeutende Rolle spielen. In Diensten des Landgrafen stieg Johann Rudolf Victor von Pretlack zu höchsten militärischen Ämtern auf.
Im Spanischen Erbfolgekrieg kommandierte er seit 1702 eine Heeresabteilung am Oberrhein unter dem Markgrafen Ludwig Wilhelm („Türkenlouis“). In der verlorenen Schlacht am Speyerbach soll er mit seinem Regiment nach eigener Aussage dreimal durch die feindlichen Esquadronen sich durchgeschlagen, bei einem Sturz vom Pferd sogar trotz verlohrnen Hut und Perouque seine Truppe in guter Ordnung zurückgebracht haben.
Für seine Leistungen erfolgte 1705 die Ernennung zum Obristen und Kommandant des Regiments Erbprinz zu Pferd, 1707 zum Generalmajor, womit der Oberbefehl über die gesamte hessische Reiterei verbunden war. 1716 wurde Pretlack Gouverneur der Festung Gießen sowie Oberamtmann zu Battenberg und Itter. Die Einkünfte der Bergwerksherrschaft Itter vergrößerten das Vermögen Pretlacks beträchtlich, der in den Jahren zuvor schon zahlreiche hessische Güter erworben hatte. 1717 wurde Pretlack, mittlerweile mit dem Landgrafen eng befreundet, Generallieutenant, außerhalb des militärischen Dienstes aber auch mit diplomatischen Missionen betraut.
Im hohen Alter wurde Pretlack aufgrund des Polnischen Thronfolgekriegs nochmals reaktiviert. Wie im Spanischen Erbfolgekrieg organisierte er die Winterstellung an der Rheinfront, wurde 1735 Kaiserlicher Generalfeldmarschall-Lieutenant der Kavallerie und erhielt den Hubertusorden. Er starb 1737 auf seinem Lieblingsgut in Rimhorn im Odenwald. Seine Korrespondenz wird zusammen mit dem Pretlack’schen Familienarchiv im Hessischen Staatsarchiv Darmstadt aufbewahrt.

## Familie
Er war zweimal verheiratet. Im September 1699 heiratete er Freiin Maria Franziska Bock von Bläsheim (* 10. Oktober 1680; † 25. Januar 1711) aus Straßburg, Tochter des Christian Friedrich Bock von Bläsheim, Ritterrat, und der Maria Helene von Weyler. Das Paar hatte folgende Kinder:
- Sophia Helene (* 10. Oktober 1701; † 29. August 1781) ⚭ 1718 Franz Reinhard von Gemmingen-Guttenberg (1692–1751) Obervogt in Durlach
- Ernst Friedrich Christian (1705–1729), Sardinischer Hauptmann, gefallen vor Croy
- Magdalene Elisabeth Charlotte (1707–1734), Stiftsdame in Obernkirchen
- Johann Franz (1708–1767), Reichsfeldmarschall-Leutnant
- Albertine Friederica (1709–1789)

Nach dem Tod seiner ersten Frau heiratete er am 24. April 1715 in Frankfurt am Main Christiane Margarethe von Bernstorff (* 15. März 1695; † 25. Oktober 1725). Das Paar hatte folgende Kinder:
- Johann Karl Ludwig Christian (1716–1781), Generalfeldmarschall-Leutnant
- Ernestine Friederike (1721–1776)

⚭ 1739  Karl Wilhelm von Gemmingen-Maienfels (1701–1763), Badischer Obristleutnant, Kammerherr
⚭ 1766 Jacques de la Roche († nach 1779)
- Johann Ernst Friedrich Ludwig (1722–1782), Rittmeister

## Besitz

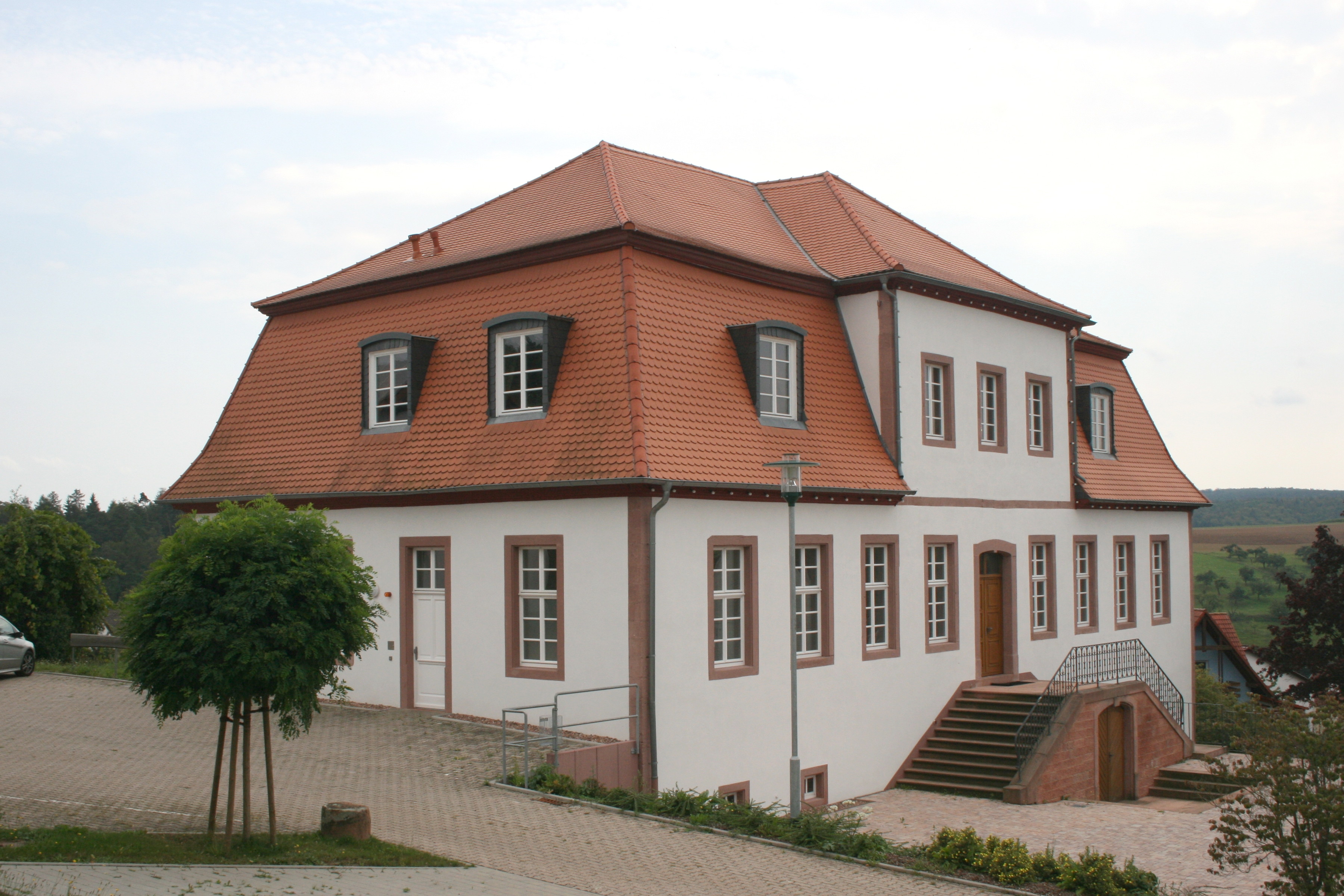
Pretlack’sches Palais in Rimhorn.

Pretlack verfügte an seinem Lebensende über erheblichen Grund- und Immobilienbesitz in Darmstadt, Oberhessen und dem Vorderen Odenwald, darunter zahlreiche, heute noch erhaltene historische Gebäude:
- Pretlack’scher Garten in Darmstadt.
- Rodensteiner Hof in Bensheim
- Echzeller Burg in Echzell, Wetteraukreis, 1710–1713 zum Barockschloss umgebaut.
- Gut Häuserhof bei Nidda
- Rodensteiner Besitz in Fränkisch-Crumbach, darunter das heutige Rathaus (ehemals Pretlack’sches Palais)[3]
- In Rimhorn im Odenwald ließ Pretlack hoch über dem Ort ein barockes Herrenhaus errichten, wo er auch 1737 starb, das sogenannte Pretlack’sche Palais.
- Gericht Ulfa

Entsprechend nannte er sich Herr auf Rimhorn, Fränkisch-Crumbach, Echzell, Ulfa.